# Barbara Pym
Barbara Mary Crampton Pym (ur. 2 czerwca 1913, zm. 11 stycznia 1980) – angielska powieściopisarka, autorka kilkunastu powieści, z których najbardziej znane, to Excellent Women (Kobiety doskonałe) (1952) i Glass of Blessings (Kielich  błogosławieństw) (1958). 

## Biografia

### Dzieciństwo i młodość
Barbara Pym urodziła się w historycznym miasteczku Oswestry, w Shropshire, przy granicy z Walią. Jej ojciec, Frederic Crampton Pym, był prawnikiem. W 1911 poślubił Irenę Thomas. Mieli dwie córki: Barbarę i młodszą od niej o 3 lata Hilary.
Barbara uczyła się w prywatnej szkole dla dziewcząt, Queen's Park School w Oswestry, a od dwunastego roku życia w Huyton College, niedaleko Liverpoolu. W latach 1931–1934 studiowała anglistykę w St Hilda’s College, w Oksfordzie.
W 1938 zamieszkała w Londynie. W tym samym roku odbyła podróż do Drezna i Pragi. 

#### Epizod polski
W sierpniu 1938 pojechała do Katowic na zaproszenie doktora Michała Alberga, by uczyć języka angielskiego jego córki, Ulę i Zuzę, a także jego żonę.  
Pobyt Barbary Pym w Polsce trwał jednak tylko kilka tygodni. Mimo to zdążyła zobaczyć kilka interesujących miejsc, w tym klasztor w Częstochowie, o czym pisze w swoim dzienniku. Dr Alberg uznał, że ze względu na zaostrzającą się sytuację polityczną i wzrost napięcia między Anglią, a Niemcami, Pym powinna niezwłocznie wrócić do domu. Odwiózł ją do niemieckiej stacji granicznej Beuthen (Bytom) i poinstruował, jak ma się zachowywać pokazując urzędnikom paszport i pieniądze. Poradził jej też, by nie rozmawiała z nikim podczas przejazdu przez Niemcy, co było trudnym zadaniem zważywszy, że podróż z Beuthen do Berlina trwała osiem godzin, a potem nocna podróż z Berlina do Akwizgranu przez Hanower kolejne dziesięć godzin. Z zapisków Barbary wynika, że nie rozumiała powagi sytuacji, nie widziała zagrożenia dla Albergów, którzy byli Żydami, ani dla siebie. Wyjazd z Polski określiła jako melodramatyczny.

### Lata dorosłe i kariera literacka
Podczas II wojny światowej Barbara Pym służyła w Królewskiej Marynarce Kobiet, w Neapolu. 
Po wojnie, w latach 1946–1974, pracowała w Międzynarodowym Instytucie Afrykańskim w Londynie, redagując kwartalnik Africa. Jednocześnie pisała opowiadania do pism kobiecych. W 1950 opublikowała swą pierwszą powieść Some Tame Gazelle (Jakaś oswojona gazela), którą zaczęła pisać jeszcze na studiach w Oksfordzie. Tytuł powieści powstał na podstawie wiersza Thomasa Haynesa Bayly’ego (1797–1839): Some tame gazelle or some gentle dove. Something to love, oh, something to love (Jakąś oswojoną gazelę, jakąś łagodną gołąbkę. Pokochać coś, och, coś pokochać). W ciągu następnych 10 lat napisała i opublikowała 5 komedii obyczajowych. 
Powieści Pym, to pełne humoru szkice z życia na wsi i przedmieściach. Przedstawiają zwykłych ludzi w codziennych sytuacjach. Często bohaterkami są zawiedzione w miłości samotne kobiety, które prowadzą na pozór mało atrakcyjne życie, urozmaicone herbatkami z sąsiadami i działalnością dobroczynną pod patronatem zaprzyjaźnionego pastora. 
Po 1961 wydawca Jonathan Cape konsekwentnie odmawiał wydawania jej powieści, zarzucając Pym staroświecki styl pisania. Podobnie traktowali ją inni wydawcy. Sytuacja uległa zmianie dopiero w 1977, gdy The Times Literary Supplement zamieścił artykuł, w którym dwie wybitne postacie literackie, historyk lord David Cecil i poeta Philip Larkin, którego z Pym łączyła wieloletnia korespondencyjna przyjaźń,  napisali o niej, że jest najbardziej niedocenioną pisarką XX wieku. Nagle zaczęto ją znowu wydawać, a jej nowa powieść Quartet in Autumn (Jesienny kwartet) otrzymała nominację do Nagrody Bookera. W kolejnych latach opublikowano dwie następne powieści Barbary Pym: The Sweet Dove Died (Śmierć ulubionego gołębia) i An Academic Question (Pytanie akademickie), które spotkały się z pozytywną oceną krytyków. Przyjęto ją do Królewskiego Stowarzyszenia Literackiego. 

#### Życie osobiste
Barbara Pym nigdy nie wyszła za mąż. W czasie studiów była związana z kolegą z Oxfordu, Henrym Harveyem, a po nim z przyszłym politykiem, Julianem Frankiem. W późniejszych latach była w związku z producentem BBC C, Gordonem Gloverem, a po nim z antykwariuszem, Richardem Robertsem.

### Późne lata i śmierć
W 1971 zachorowała na raka piersi. W 1974 przeszła łagodny udar mózgu, po którym przez pewien czas cierpiała na dysleksję. Zamieszkała z siostrą niedaleko Oksfordu, w Barn Cottage, w Finstock, wycofując się z życia w pełnym wymiarze.
11 stycznia 1980 Barbara Pym zmarła na raka piersi w wieku 66 lat. Jej siostra, Hilary mieszkała w Barn Cottage aż do swojej śmierci w lutym 2005. Obie spoczywają na cmentarzu w Finstock.  
W Polsce książki Barbary Pym nie były tłumaczone. 

## Powieści Barbary Pym
- Some Tame Gazelle (1950)
- Excellent Women (1952)
- Jane and Prudence (1953)
- Less than Angels (1955)
- A Glass of Blessings (1958)
- No Fond Return of Love (1961)
- Quartet in Autumn (1977)
- The Sweet Dove Died (1978)
- A Few Green Leaves (1980)
- An Unsuitable Attachment (napisana w 1963; wydana pośmiertnie w 1982)
- Crampton Hodnet (napisana około 1940, wydana pośmiertnie w 1985)
- An Academic Question (napisana w latach 1970–72; wydana pośmiertnie w 1986)
- Civil to Strangers (napisana w 1936; wydana pośmiertnie w 1987)
  - Dzienniki Barbary Pym zostały wydane pośmiertnie pod tytułem A Very Private Eye (1984)